# Đảng Đoàn kết Indonesia
Đảng Đoàn kết Indonesia (tiếng Indonesia: Partai Solidaritas Indonesia, viết tắt PSI) là một đảng chính trị ở Indonesia tập trung vào quyền phụ nữ, chủ nghĩa đa nguyên và thanh niên Indonesia. Chủ tịch đảng hiện nay là Kaesang Pangarep.

## Chủ tịch
| No. | Chân dung            | Chủ tịch                 | Bắt đầu               | Kết thúc               | Nhiệm kỳ |
| --- | -------------------- | ------------------------ | --------------------- | ---------------------- | -------- |
| 1   |                      | Grace Natalie (1982–)    | 16 tháng 11 năm 2014  | 16 tháng 11 năm 2021   | 1        |
| 2   |                      | Giring Ganesha (1983–)   | 18th tháng 8 năm 2020 | 16th tháng 11 năm 2021 | 1        |
| 2   | 16 tháng 11 năm 2021 | Giring Ganesha (1983–)   | 25 tháng 9 năm 2023   | 2                      |          |
| 3   |                      | Kaesang Pangarep (1994–) | 25 tháng 9 năm 2023   | Đương nhiệm            | 3        |